# Liste der Monuments historiques in Maing
Die Liste der Monuments historiques in Maing führt die Monuments historiques in der französischen Gemeinde Maing auf.

## Liste der Bauwerke
| Bezeichnung                | Beschreibung | Standort                  | Kennzeichnung | Schutzstatus | Datum | Bild |
| -------------------------- | ------------ | ------------------------- | ------------- | ------------ | ----- | ---- |
| Herrenhaus Castel des Prés |              | 6, rue Léon-Rucart (Lage) | PA00107734    | Classé       | 1989  |      |